# آرل-سور-تش
آرل-سور-تش (به فرانسوی: Arles-sur-Tech) یک کمون در فرانسه با جمعیت ۲٬۷۵۷ نفر است که در Canton of Arles-sur-Tech واقع شده‌است.